# Cercurile
Cercurile (titlu original: Silent Warnings, cunoscut și ca Dark Harvest) este un film american de televiziune, SF thriller, din 2003 regizat de Christian McIntire. Rolurile principale au fost interpretate de actorii Billy Zane, A.J. Buckley și Stephen Baldwin.
Filmul prezintă un grup de studenți care încep să găsească cercuri în lanul de lângă casa în care s-au mutat.  

## Distribuție
- Stephen Baldwin - Cousin Joe Vossimer
- A. J. Buckley - Layne Vossimer
- Billy Zane - Sheriff Bill Willingham
- David O'Donnell - Stephen Fox
- Michelle Borth - Katrina Munro
- Callie De Fabry -  Macy Reed
- Ransford Doherty - Maurice Hall
- Kim Onasch - Iris Doyle

## Primire
Dread Central a comparat filmul cu Semne și a remarcat că acesta este o copie proastă a acestui film, singura diferență este că ferma de familie a lui Mel Gibson a fost înlocuită de adolescenți fără gust și că filmul ar trebui denumit Crap Circles.
Cei de la Movie Gazette au remarcat faptul că filmul este dezamăgitor, extratereștrii arătând ca în desene animate.